# Попович Євсебій
Євсебій Попович (*15(27) лютого 1838, Чернівці, Австрійська імперія — †1925, Чернівці, Румунія) — педагог, теолог, церковний діяч, обирався ректором Чернівецького університету

## Біографія
Євсебій Попович народився 1838 року в Чернівцях. 

У 1849–1856 роках навчався в гімназії.

В 1857–1861 роках у Віденському університеті вивчає греко-православну теологію, удосконалює свої знання з історії церкви, церковного права.

Восени 1861 року був призначений директором державної бібліотеки в Чернівцях, керував цією установою до 1871 року — і в цьому році висвячений на священика.

З травня 1861 до 1866 року викладає в місцевому греко-православному теологічному закладі: лектор церковної кафедри з курсу Біблії, біблійної історії та східних мов.

У 1868 році найвищою резолюцією призначений почесним професором вищезгаданого фаху.

В 1875 році запрошений на роботу професором церковного права теологічного факультету в щойно створеному у Чернівцях університеті імені Франца Йосифа.

В 1877–1878, 1883–1884, 1889–1890 та 1894–1895 роках очолював деканат теологічного факультету Чернівецького університету.

В 1880–1881 навчальному році — ректор Чернівецького університету.

В 1869–1876 роках виконує обов'язки повітового інспектора шкіл, в 1877–1894 роках був членом крайової шкільної ради.

В 1874 році стає почесним головою Буковинської греко-православної митрополичої консисторії.

В 1880 році отримує церковне звання архіпресвітера.

Помер 1925 року в Чернівцях.

## Праці
- «Канони східної церкви» (1867)
- «Про ведення державної кореспонденції і державні підручники народної школи» (Чернівці,1874).
- «Архів по церковно-католицькому праву» (Чернівці, 1880)
- «Навчання першочергове Першого конгресу церковного в митрополії Буковини» (Чернівці, 1880)
- «Становлення руського патріаршества» (1889)
- «Загальна церковна історія з церковно-статистичним додатком» (1898)
- «Лекції по Буковинській православній митрополії» (1898)
- «Лекції по сімейному праву Буковинської православної митрополії» (1898)